# 除膠劑
除胶剂又稱脱胶剂、解胶剂、萬能除膠劑、香口膠溶劑，是一种用於分解和去除物體表面胶水的物质。

## 描述
黏合劑去除劑的作用是分解膠水，使其能夠輕鬆地從表面去除。其配方可用於去除多種黏合劑，或針對特定的黏合。許多通用去除劑旨在去除膠帶上的殘留物。
一般为溶剂。用除膠劑噴塗物體表面，再用抹布、鏟子等就能去除膠水。

## 配方
除膠劑通常以有機溶劑為基礎，這些溶劑可以溶解或軟化許多不溶於水的黏合劑聚合物。它們也可能含有膠凝劑，可以增加黏度，使產品黏附在待處理區域，而不會流失。
庚烷也被集郵愛好者用作除膠劑。自1974年以來，美國郵政局發行了自黏郵票，一些集郵者發現，透過傳統的水浸方法很難將郵票從信封上分離下來。庚烷基產品（例如Bestine）以及檸檬烯基產品已成為更容易去除郵票的常用溶劑。